# Fédération française de camping et de caravaning
 (juin 2016).
La Fédération française de camping et de caravaning (FFCC) est une association qui regroupe le monde du camping français.

## Historique
L'origine de la FFCC remonte à  1938, avec la création de l'Union française des associations de camping (UFAC) par regroupement d'une dizaine d'associations françaises composées de quelques milliers de campeurs. Une organisation rendue nécessaire après le boom du camping provoqué par l'instauration des congés payés en France (1936). L'alpiniste et spéléologue Raymond Gaché est secrétaire général de l'UFAC.
En 1939, l'UFAC devient la Fédération française de camping (FFDC). Elle crée la première assurance responsabilité civile spécifique au camping. Pourtant, le nom « UFAC » semble encore exister en 1948.
En 1952, la FFDC devient la Fédération française de camping et de caravaning (FFCC) en raison du développement du caravaning provoqué par la motorisation des Français.

## Rôle et organisation
La FFCC est « le porte-parole des quelque 6 millions de campeurs, caravaniers, camping-caristes, utilisateurs d'hébergements locatifs et propriétaires de mobil-homes français auprès des pouvoirs publics et des professionnels du tourisme ». Financée principalement par les cotisations de ses adhérents en direct (ce qui est possible depuis 2001) et les adhérents des clubs qui lui sont affiliés (80 clubs en 2016).
La FFCC édite avec Motor Presse France, le Guide Officiel Camping-Caravaning, qui liste en 2016 tous les terrains de campings en France déclarés en préfecture, soit 9 333 terrains aménagés ou ruraux.
En 1999, la FFCC et la Fédération nationale de l'hôtellerie de plein air (FNHPA) ont créé Camping Qualité, un organisme qui délivre le label du même nom.

## Au cinéma
- La Clé des champs, film de promotion des sports de plein air et du camping, réalisé par Marcel Ichac avec l'UFAC en 1941-1947.